# 華盛頓鎮區 (北達科他州大福克斯縣)
華盛頓鎮區（英語：Washington Township）是位於美國北達科他州大福克斯縣的一個鎮區。

## 地方資料
華盛頓鎮區的面積為93.34平方千米，皆為陸地。根據2020年美國人口普查的數據，當地共有人口129人，而人口密度為每平方千米1.38人。